# Vedette (film, 2021)
Pour les articles homonymes, voir Vedette.
Pour plus de détails, voir Fiche technique et Distribution.
Vedette est un film documentaire français réalisé par Claudine Bories et Patrice Chagnard, sorti en 2021.

## Synopsis
Un été dans les Alpes suisses avec la vache « Vedette », ancienne reine des reines à l'alpage.

## Fiche technique
- Titre : Vedette
- Réalisation : Claudine Bories et Patrice Chagnard
- Scénario : Claudine Bories et Patrice Chagnard
- Photographie : Patrice Chagnard
- Son : Patrice Chagnard
- Montage son : Pierre Carrasco
- Musique : François Macherey
- Montage : Émeline Gendrot
- Sociétés de production : Les Films du Parotier - New Story
- Pays :  France
- Genre : Documentaire
- Durée : 100 minutes
- Dates de sortie : 
  - juillet 2021 (Festival de Cannes)
  - 30 mars 2022 (sortie nationale)

## Sélections en festivals
- Festival de Cannes 2021 (programmation de l'ACID)[1]
- Festival international du film documentaire d'Amsterdam 2021[2]
- Visions du réel 2022[3]